# Граючий тренер

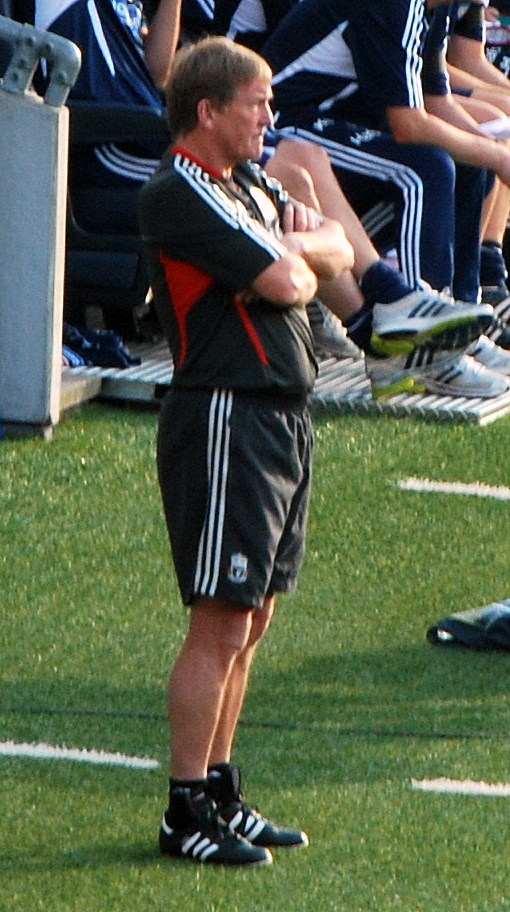
Після Ейзельської трагедії 1985 року Кенні Далгліш працював граючим тренором у "Ліверпулі" з 1985 по 1990 рік.

Граючий тренер, тренер-гравець (англ. playing coach, player-coach) — член спортивної команди, який одночасно виступає у змаганнях і виконує тренерські обов'язки. Граючий тренер може бути головним тренером або помічником тренера. Він може вносити зміни у склад та грати в команді.
Дуже мало великих професійних спортивних команд має тренерів, які також є гравцями. Історично, коли у професійного спорту було набагато менше грошей, щоб платити гравцям і тренерам, посада граючого тренера була набагато більш поширеною. Крім того досі посада зберігається у нижчих дивізіонах, де грошей менше.

## Граючий тренер у футболі
У футболі інколи виникає ситуація, коли головний тренер раптово залишає команду, і керівник клубу повинен прийняти швидке рішення, щоб призначити когось нового виконувачем обов'язків. Він, як правило, або звертається до іншого тренера команди з проханням тимчасово очолити команду або до одного з найстарших гравців. Якщо цей гравець здобуває хороші результати, він може бути призначений головним тренером, проте продовжити виступати і на полі. Однак є випадки, коли вільний агент приходить у нову команду як головний тренер і пропонує свої ігрові якості команді.
Успішними грючими тренерами були Кенні Далгліш («Ліверпуль»), Грем Сунес («Рейнджерс»), Гленн Годдл («Свіндон Таун» і «Челсі»), Браян Робсон («Мідлсбро»), Пітер Рід («Манчестер Сіті»), Руд Гулліт («Челсі») і Джанлука Віаллі («Челсі»), які працювали в англійському або шотландському футболі в 1980-х і 1990-х роках, коли концепція граючого тренера була на піку своєї популярності і використовувалась навіть топ-клубами. Далгліш виграв золотий дубль в своєму першому сезоні як граючий менеджер, а потім здобув ще два чемпіонські титули і Кубок Англії. Сунес же виграв три чемпіонати Шотландії, коли він був граючим менеджером "Рейнджерс". Потім він змінив саме Далгліша в "Ліверпулі", але у віці 38 років він не зареєстрував себе як гравця "Ліверпуля". У 1997 році Руд Гулліт виграв Кубок Англії з "Челсі" у своєму першому сезоні як граючий тренер, ставши першим іноземним і небілим менеджером, що завоював головний трофей в англійському футболі. Він був звільнений через дев'ять місяців, і на посаду менеджера Челсі був призначений ще один граючий тренер (Джанлука Віаллі), який виграв з командою Кубок Ліги, і два місяці після цього європейський Кубок кубків.
Ряд топ-клубів призначав граючого тренера на тимчасовій основі, але не давав їм постійних контрактів. Зокрема так відболося у випапдку з Оссі Арділесом («Тоттенгем Готспур») в 1987 році і Дейвом Вотсоном («Евертон») десять років потому, хоча Арділес пізніше повернувся в Тоттенхем як менеджер у 1993 році після того, як попрацював з трьома іншими клубами. Протягом першого десятиліття 21-го століття посада поступово вийшоа із вжитку, та як правило, практикується лише на невеликих клубах. У березні 2013 року Бі-бі-сі Спорт зазначав, що концепція граючого тренера вийшла з моди, і тільки два клуби в англійських професійних лігах використовували її на той час.
Виконавчий директор Асоціації менеджерів Ліги висловив думку, що через збільшення навантаження на менеджерів поєднувати ці дві ролі стало важко. Останній постійний гравець-менеджер у вищому дивізіоні англійського футболу був Джанлука Віаллі, який завершив кар'єру гравця 1999 року, коли він був менеджером "Челсі". Керівні органи також ввели вимоги для менеджерів до професійної тренерської кваліфікації, яка кілька гравців отримали до виходу на пенсію.
Згодом були ще три граючих тренери в англійській Прем'єр-Лізі з 2000 року: Стюарт Макколл, якому вдалося провести два матчі за Бредфорд Сіті на тимчасовій основі наприкінці 2000 року, і Гаррі Монк, який був призначений тимчасовим граючим тренером у Свонсі Сіті в лютому 2014 року, після того, як їхн менеджер, Мікаель Лаудруп був звільнений. Раян Гіггз був призначений граючим тренером в "Манчестер Юнайтед" після звільнення Девіда Мойеса перебував на цій посаді до призначення Луї Ван Гаала 9 травня 2014 року.